# 후계자 (1974년 영화)
"후계자"는 한국에서 제작된 최영철 감독의 1974년 영화이다. 한용철 등이 주연으로 출연하였고 김용덕 등이 제작에 참여하였다.

## 출연

### 주연
- 한용철
- 여수진
- 김남일

### 조연
- 김영인